# György Keleti
Dans le nom hongrois Keleti György, le nom de famille précède le prénom, mais cet article utilise l’ordre habituel en français György Keleti, où le prénom précède le nom.
György Keleti (né le 18 mai 1946 à Lučenec et mort le 13 septembre 2020) est un homme politique hongrois, membre du Parti socialiste ouvrier hongrois. Il a été ministre de la Défense de 1994 à 1998.

## Biographie

### Mort
György Keleti est décédé le 13 septembre 2020 des suites d'une longue maladie à l'âge de 74 ans.

### Famille
György Keleti s'ést marié en 1973 avec Erzsébet Petrik. Ils ont eu trois filles, Andrea, Györgyi et Katalin. 